# Боцинець
Боцинець (пол. Bociniec, нім. Lichtenfelde) — село в Польщі, у гміні Победзиська Познанського повіту Великопольського воєводства.
Населення — 66 осіб (2011).
У 1975-1998 роках село належало до Познанського воєводства.

## Демографія
Демографічна структура станом на 31 березня 2011 року:
|          | Загалом | Допрацездатний вік | Працездатний вік | Постпрацездатний вік |
| -------- | ------- | ------------------ | ---------------- | -------------------- |
| Чоловіки | 33      | 5                  | 23               | 5                    |
| Жінки    | 33      | 2                  | 25               | 6                    |
| Разом    | 66      | 7                  | 48               | 11                   |